# 中国人民武装警察部队徽
中国人民武装警察部队徽，是中国人民武装警察部队的徽章。该徽章由中央军事委员会根据《中华人民共和国国防法》（2020年修订）第二十八条制定，并于2021年8月1日启用。
该徽章以中华人民共和国国徽为主体，代表武警部队是中华人民共和国武装力量的重要组成部分；以武警部队旗为背景，体现旗徽一致，代表武警部队由中国共产党中央委员会、中央军事委员会集中统一领导；盾牌、长城象征武警部队有效履行新时代使命任务；环绕的橄榄枝象征和平安定。

## 背景
武警部队在2021年之前没有自己单独的徽章，之前的警徽于1983年正式批准使用，称“83式”警徽。中华人民共和国公安部也将此徽定为人民警察警徽，这时的武警部队徽章与人民警察警徽图案相同，由国徽、盾牌、长城、松枝组成。国徽是国家的标志和象征，表明人民武装警察是国家法律的捍卫者；盾牌是人民武装警察的象征，表明人民武装警察保卫人民的神圣职责；长城象征人民武装警察是维护社会秩序和国家安全的钢铁长城；松枝象征人民武装警察的品质和战斗意志。
2021年冬季起，武警部队开始换发21式作训服和作业服，帽徽基于部队徽进行了重新设计。